# Alluitz
Alluitz är en bergstopp i Spanien.   Den ligger i provinsen Bizkaia och regionen Baskien, i den norra delen av landet, 300 km norr om huvudstaden Madrid. Toppen på Alluitz är 1 034 meter över havet.
Terrängen runt Alluitz är huvudsakligen kuperad. Runt Alluitz är det ganska glesbefolkat, med 36 invånare per kvadratkilometer. Närmaste större samhälle är Durango, 8,0 km norr om Alluitz. I omgivningarna runt Alluitz växer i huvudsak blandskog.